# Coleophora innotabilis
Coleophora innotabilis é uma espécie de mariposa do gênero Coleophora pertencente à família Coleophoridae.